# Ponte Tasman

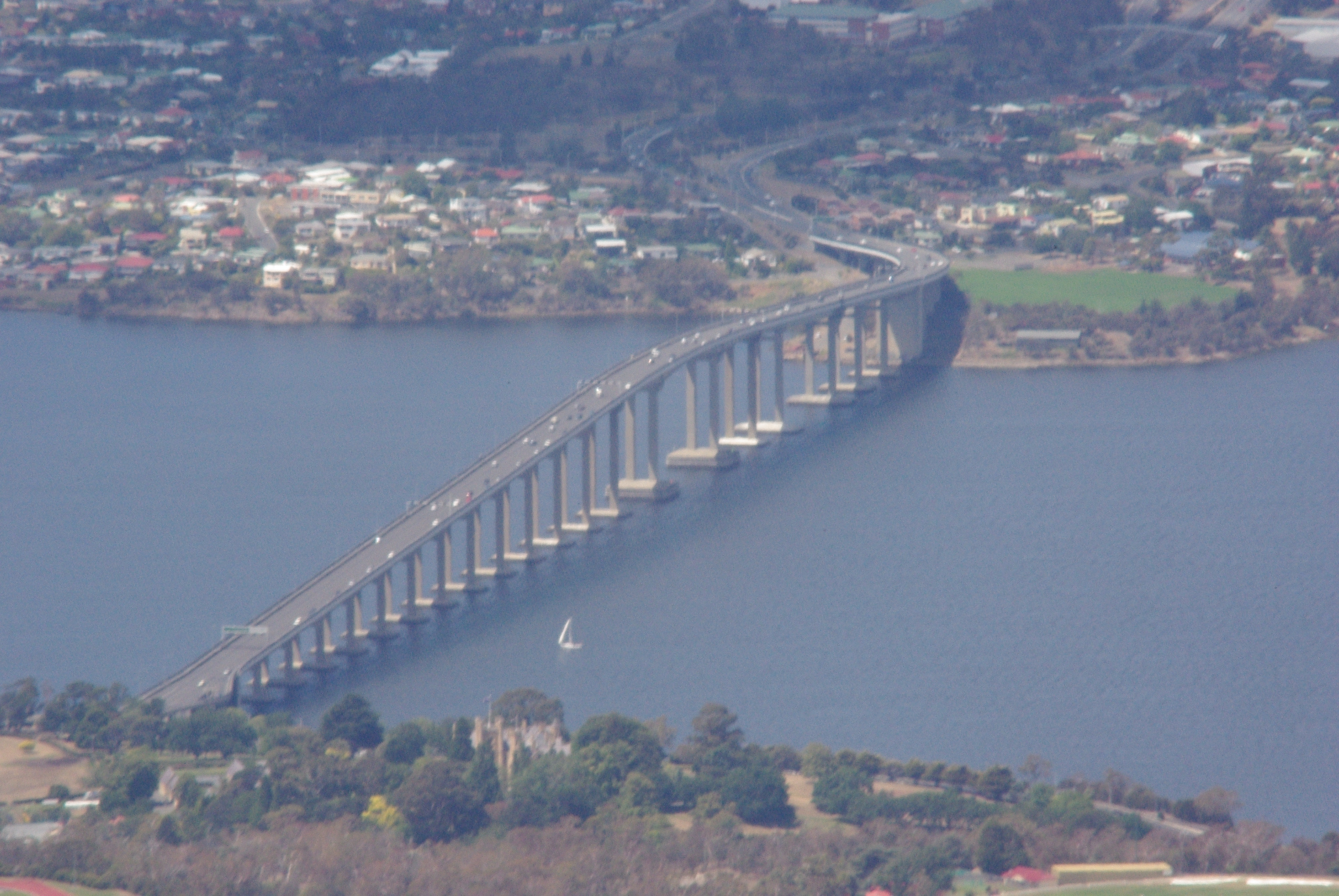
Ponte Tasman sobre o rio Derwent.

A Ponte Tasman é uma ponte de cinco pistas que atravessa o rio Derwent, perto do centro financeiro de Hobart, Tasmânia, Austrália. Tem uma extensão total (incluindo abordagens), de 1395 metros - mais do que a Ponte da Baía de Sydney. Ela fornece a principal rota de tráfego do centro financeiro (na costa ocidental) à costa oriental - particularmente ao Aeroporto Internacional de Hobart e Bellerive Oval. Tem um caminho pedonal, de ambos os lados, mas não dedicado faixa para bicicletas. No entanto, as providências para o pedestre de maneira recentemente, foram substituídas com rampas rolantes.